# 相澤幸悦
相澤 幸悦（あいざわ こうえつ、1950年9月13日 - ）は、日本の経済学者。埼玉大学経済学部教授を経て、埼玉学園大学経営学部教授。

## 略歴
1950年、秋田県に生まれる。1978年に法政大学経済学部を卒業し、1986年に慶應義塾大学大学院経済学研究科博士課程を修了する。1990年、論文「西ドイツの金融市場と構造」で慶應義塾大学より経済学博士の学位を取得。 （財）日本証券経済研究所主任研究所員、長崎大学経済学部教授、埼玉大学経済学部教授を経て、埼玉学園大学経営学部教授に就任し、現在に至る。立教大学で1年間ゼミの先生をしていた事もある。

## 著書

### 単著
- 『金融革新と金融先物取引-金融先物取引市場と取引手法のすべて』（近代セールス社、1987）
- 『西ドイツの金融市場と構造』（東洋経済新報社、1988）
- 『ユニバーサル・バンキング-金融自由化時代の銀行と証券』（日本経済新聞社、1989）
- 『ECの金融統合』（東洋経済新報社、1990）
- 『ヨーロピアンバンキング-EC金融統合でどう変わる』（有斐閣、1990）
- 『大ドイツ経済圏の台頭』（東洋経済新報社、1991）
- 『EC通貨統合の展望』（同文舘出版、1992）
- 『現代ドイツの金融システム』（東経、1993）
- 『銀行・証券・保険が変わる-“金融経済”の時代へ』（中央経済社、1994）
- 『アルフィナンツ金融革命-ドイツにおける銀行業と保険業の融合』（同文舘出版、1994）
- 『都市銀行の野望-新「銀・証」戦争の幕開け』（集英社、1994）
- 『欧州最強の金融帝国 ドイツ銀行』（日本経済新聞社、1994）
- 『日銀法二十五条発動-平成金融恐慌から学ぶもの』（中央公論社、1995）
- 『経済の一般常識1100が3時間で身につく本』（明日香出版社、1996）
- 『ユニバーサル・バンクと金融持株会社-日本の金融システムの将来像』（日本評論社、1997）
- 『ヨーロッパ単一通貨圏-金融・資本市場はこう変わる』（東洋経済新報社、1997）
- 『日本の金融ビッグバン』（日本放送出版協会、1997）
- 『金融持株会社で業界はこう変わる』（日本実業出版社、1997）
- 『キリがはれるように3時間で景気の先が見える本』（明日香出版社、1998）
- 『新しい金融システムの創造-日本版ビッグバンへの最終報告』（中央経済社、1998）
- 『ヨーロッパ新通貨「ユーロ」のことがわかる本』（明日香出版社、1998）
- 『日本型金融システムを求めて』（東洋経済新報社、1999）
- 『ユーロは世界を変える』（平凡社、1999）
- 『平成大不況-長期化の要因と終息の条件』（ミネルヴァ書房、2001）
- 『現代資本主義の構造改革-危機をいかに克服するか』（ミネルヴァ書房、2002）
- 『日本経済再生論-ドイツの生き方に学ぶ』（同文舘出版、2003）
- 『ユーロ対ドル-アメリカ単独行動主義とその破綻の構造』（駿河台出版社、2003）
- 『アメリカ依存経済からの脱却』（日本放送出版協会、2005）
- 『幸せな企業買収 不幸せな企業買収-マネーゲームM&Aの正しい読み方』（水曜社、2005）
- 『品位ある資本主義』（平凡社、2006）
- 『反市場原理主義の経済学-地球環境に優しい平等社会をめざして』（日本評論社、2006）
- 『平成金融恐慌史-バブル崩壊後の金融再編』（ミネルヴァ書房、2006）
- 『現代経済と資本主義の精神-マックス・ウェーバーから現代を読む』（時潮社、2007）
- 『図説 数字がものを言う本!』（彩流社、2007）
- 『国際金融市場とEU金融改革-グローバル化するEU市場の動向』（ミネルヴァ書房、2008）
- 『恐慌論入門-金融崩壊の深層を読みとく』（NHK出版、2009）
- 『最新 世界経済の基本と仕組みがよーくわかる本』（秀和システム、2009）
- 『問いかける資本主義-世界経済危機が突きつけた構造転換の方向』（新日本出版社、2009）
- 『世界経済危機をどう見るか』（時潮社、2010）
- 『品位ある日本資本主義への道-資本主義変革のシナリオ』（ミネルヴァ書房、2010）
- 『戦後日本資本主義と平成金融“恐慌”』（大月書店、2010）
- 『所得税0で消費税「増税」が止まる世界では常識の経済学』（講談社、2011）
- 『ペイオフ発動-新金融ビジネス破綻の実態』（ミネルヴァ書房、2012）
- 『ＧＮＰ大国になる日本　円高で所得収支６０兆円の２０２２年』（講談社、2012）
- 『2013年、世界複合恐慌 日米欧 同時インフレが始まる』（朝日新聞出版、2012）
- 『日本銀行論-金融政策の本質とは何か』（NHK出版、2013）
- 『環境と人間のための経済学: 転換期の資本主義を読む』（ミネルヴァ書房、2013）

### 共著
- 『現代経済と証券市場』（有斐閣、1994）
- 『世界の貯蓄金融機関-国民生活に不可欠な金融機関の役割』（日本評論社、1996）
- 『金融機関の顧客保護-欧米でのリテール戦略』（東洋経済新報社、1998）
- 『欧州通貨統合と金融・資本市場の変貌』（日本評論社、1998）
- 『お客様に喜ばれる失敗しない投資アドバイス法』（近代セールス社、2001）
- 『入門 現代の証券市場』（東洋経済新報社、2003）
- 『はじめて学ぶ銀行員のための証券仲介業務に強くなる本』（金融ブックス、2004）
- 『金融コングロマリットと邦銀の復活-欧米金融機関にみる再生戦略』（財経詳報社、2005）
- 『2012年、世界恐慌 ソブリン・リスクの先を読む』（朝日新聞出版、2010）

## 翻訳
- 『西ドイツの産業資本と銀行』ミヒャエル・ゲルハルツ（亜紀書房、1985）
- 『EMSからEC中央銀行へ』ロルフ・H. ハッセ 田中素香（同文舘出版、1992）
- 『ドイツ連銀の謎-ヨーロッパとドイツ・マルクの運命』デイヴィッド マーシュ　行天豊雄（ダイヤモンド社、1993）
- 『銀行・保険会社の総合金融戦略-海外主要国のケース・スタディ』Lafferty Business Research （中央経済社、1994）
- 『バンキング・ケイレツ-銀行と企業の連繋の図式』H.J. ジョンソン（中央経済社、1995）

## 監修
- 『カジノ資本主義の克服-サブプライムローン危機が教えるもの』（新日本出版社、2008）